# Història del papat (1048-1257)
La història del papat des del 1048 fins al 1257 va estar marcada pel conflicte entre els papes i l'emperador del Sacre Imperi Romanogermànic, sobretot per la controvèrsia de les investidures, una disputa sobre qui, el papa o l'emperador, podien nomenar bisbes dins de l'Imperi. El viatge d'Enric IV a Canossa el 1077 per conèixer el Papa Gregori VII (1073-85), encara que no dispositiu en el context de la disputa més gran, s'ha convertit en llegendària. Encara que l'emperador va renunciar a qualsevol dret d'investidura en el Concordat de Worms (1122), el tema tornaria a aparèixer.
La corona imperial que havien mantingut els emperadors carolingis es disputava entre els seus hereus fracturats i els senyors locals; cap va sorgir victoriós fins que l'emperador Otó I del Sacre Imperi Romano-Germànic va envair Itàlia. Itàlia es va convertir en un regne constituent del Sacre Imperi Romanogermànic el 962, des d'on els emperadors eren germànics. Quan els emperadors van consolidar la seva posició, les ciutats estats italians del nord es dividiran entre Güelfs i Gibel·lins.
Les divisions de llarga data entre Orient i Occident també van arribar al capdavant del Cisma d'Orient-Occident i les croades. Els primers set concilis ecumènics havien assistit tant als prelats occidentals com als orientals, però les creixents diferències doctrinals, teològiques, lingüístiques, polítiques i geogràfiques finalment van donar lloc a denúncies i excomunions mútuament. El discurs del Papa Urbà II (1088-99) al Concili de Clermont el 1095 es va convertir en la crida per a la Primera Croada.
A diferència del mil·lenni anterior, el procés de selecció papal es va fixar una mica en aquest període. El papa Nicolau II va promulgar In Nomine Domini el 1059, que va limitar el sufragi en les eleccions papals al Col·legi de Cardenals. Les regles i els procediments de les eleccions papals van evolucionar durant aquest període, establint les bases del conclave papal modern. La força impulsora d'aquestes reformes va ser el cardenal Hildebrand, que més tard es va convertir en Gregori VII.

## La controvèrsia de les investidures
La controvèrsia de les investidures va ser el conflicte més significatiu entre els poders religiosos i seculars de l'Europa medieval. Va començar com una disputa al segle xi entre el Sacre Emperador Romanogermànic Enric IV i el papat gregorià sobre qui controlaria els nomenaments d'oficials de l'església (investidura). La controvèrsia, retallant el poder imperial establert pels emperadors sàlics, acabaria donant lloc a gairebé cinquanta anys de guerra civil a Alemanya, el triomf dels grans ducs i abats, i la desintegració de l'imperi alemany, una condició de la qual no recuperaria fins al unificació d'Alemanya al segle xix.
En 1046, Enric III va deposar tres papes rivals. Durant els propers deu anys, va triar personalment quatre dels cinc pontífexs següents. Però després de la mort d'Enric III, el papa es va moure ràpidament per canviar el sistema per evitar aquesta implicació secular en l'elecció dels futurs papes.
El segle xi és sovint anomenat el segle dels papes saxons: Gregori VI (1045-1046), el Climent II (1046-1047), Damas II (1048), Lleó IX (1049-1054), Víctor II (1055-1057) i Esteve IX (1057-1058).
Tres papes, Benet IX, Silvestre III i Gregori VI van afirmar que era el papa autèntic. Enric III va deposar els tres i va celebrar un sínode on va declarar que cap sacerdot romà no s'adaptava al títol de papa. Posteriorment, va nomenar Suidger de Bamberg que, després de ser degudament aclamat pel poble i el clergat, va prendre el nom de Climent II.
Uns dies després, Climent II va coronar l'emperador Enric. Durant els deu anys següents, Enric va triar personalment quatre dels cinc pontífics següents. L'ascendència d'aquests al papat reflectia la força i el poder de l'emperador. No obstant això, Enric va ser l'últim emperador a dominar el papat d'aquesta manera perquè, després de la seva mort, el papa ràpidament es va mudar a canviar el sistema per evitar aquesta implicació secular en l'elecció dels futurs papes.
La lluita entre el poder temporal dels emperadors i la influència espiritual dels papes va arribar al capdavant en els regnats dels Papes Nicolau II (1059-1061) i Gregori VII (1073-1085). Els papes van lluitar per alliberar el nomenament de bisbes, abats i altres prelats del poder dels senyors seculars i monarques en què havia caigut. Això evitaria que els homes venials es nomenessin a les posicions vitals de l'església perquè beneficiava als governants polítics. Enric IV va ser impulsat finalment per una revolta entre els nobles alemanys per fer la pau amb el papa i va aparèixer davant Gregori el gener de 1077 a Canossa. Vestit com penitent, es diu que l'emperador es va quedar descalç en la neu durant tres dies i va demanar perdó fins que, segons les paraules de Gregori: «Hem perdut la cadena de l'anatema i, al llarg del temps, el vam rebre a favor de la comunió i a la falda de la Santa Mare Església».

## Reforma electoral

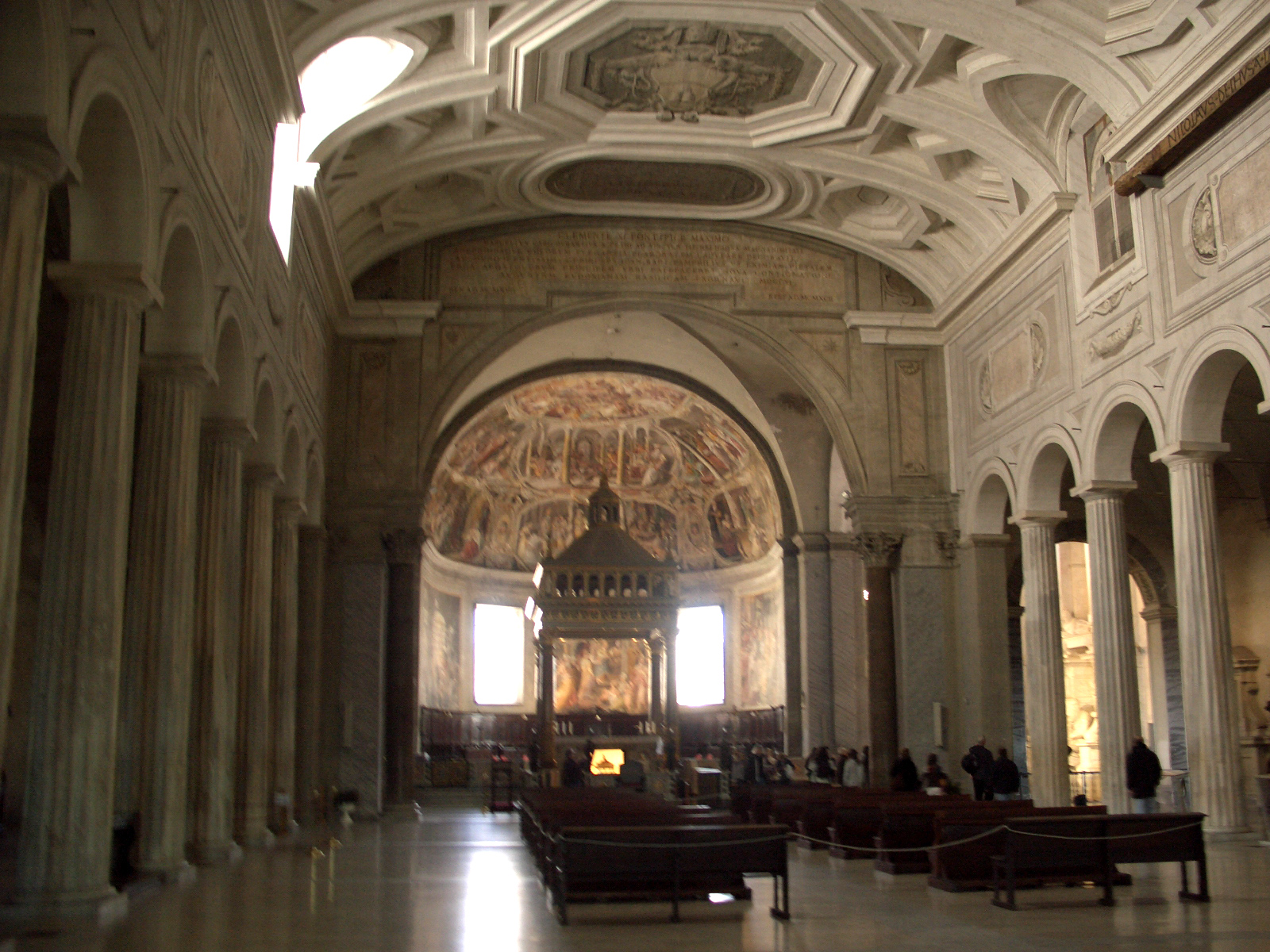
San Pietro in Vincoli, lloc de les eleccions papals, 1061, el primer a excloure els laics

El papa Nicolau II, elegit el 1058, va iniciar un procés de reforma que va exposar la tensió subjacent entre l'imperi i el papat. El 1059, en un sínode a Roma, Nicolau va condemnar diversos abusos a l'església i va promulgar In Nomine Domini. Aquests incloïen la simonia (la venda de càrrecs clericals), el matrimoni del clergat i, més polèmicament, les pràctiques corruptes en les eleccions papals. Nicolau restringia l'elecció d'un nou papa a un conclave de cardenals, descartant així qualsevol influència directa dels poders seculars. L'objectiu principal d'aquestes accions era restringir la influència de l'emperador del Sacre Imperi Romà sobre les eleccions papals. El 1061, els bisbes reunits d'Alemanya, la facció pròpia de l'emperador, van declarar nuls els decrets d'aquest papa.
El 1059, Nicolau II va prendre dos passos d'una espècie que, encara que inusual en aquest període, esdevindria més comú per al papat medieval. Va concedir terres, que ja estaven ocupades, als destinataris de la seva pròpia elecció, implicant als destinataris en una relació feudal amb el papat o la Santa Seu, com a senyor feudal. Els beneficiaris de les subvencions terrestres de Nicolau van ser els normands, els quals van rebre drets territorials al sud d'Itàlia i Sicília a canvi d'obligacions feudals vers Roma.
Aquestes tensions entre els emperadors i els pontífexs van continuar fins al segle xii i van donar lloc a la "separació distinta de l'Església i l'Estat quan l'emperador va signar el Concordat de Worms (1122) que va perdre qualsevol dret d'investir els bisbes amb l'anell i el bàcul simbòlic d'autoritat espiritual". La victòria papal va ser de curta durada, i aquest intent de separació dels seculars de l'eclesiàstic no va acabar amb les aspiracions dels emperadors per influir en el papat ni en les aspiracions dels papes per exercir el poder polític.
Durant el regnat del Papa Gregori VII, el títol «papa» va quedar restringit oficialment al bisbe de Roma. Gregori VII també va ser responsable d'expandir enormement el poder del papat en matèries mundanes. Un dels grans papes reformistes, Gregori és potser el més conegut per la part que va exercir en la Controvèrsia de les Investidures, que el va envair contra l'emperador Enric IV i el procés de la reforma gregoriana.

## Cisma est-oest
El cisma oriental-oest va ser l'esdeveniment que va dividir el cristianisme calcedoni en el catolicisme occidental i l'ortodòxia oriental. Encara que normalment data del 1054, el cisma est-oest va ser en realitat el resultat d'un prolongat període de distanciament entre les dues esglésies. Les causes primàries del Cisma eren disputes sobre l'autoritat papal; el papa va afirmar que tenia autoritat sobre els quatre patriarques orientals de parla grega i sobre la inserció de la clàusula filioque al Credo de Nicea per part de l'Església occidental. Els ortodoxos orientals afirmen avui que la primacia del Patriarca de Roma és únicament honorífica i que només té autoritat sobre la seva pròpia diòcesi i no té l'autoritat de canviar les decisions de Concilis ecumènics. Hi havia altres catalitzadors menys significatius per al cisma, incloent la variància sobre les pràctiques litúrgiques i les reclamacions contradictòries de jurisdicció.
L'Església es va dividir per línies doctrinals, teològiques, lingüístiques, polítiques i geogràfiques, i l'incompliment fonamental mai no ha estat guarit. Es van intentar reunir les dues esglésies l'any 1274 (pel Segon Concili de Lió) i el 1439 (pel Concili de Basilea), però en tots els casos els concilis van ser repudiats pels ortodoxos en general, acusant que els jerarques havien sobrepassat la seva autoritat a consentir a aquestes anomenades «unions». Han fracassat nous intents de conciliar els dos cossos.
L'emperador romà d'Orient Aleix I Comnè va demanar al Papa Urbà II (1088-1099) ajuda contra els turcs a principis dels 1090. Urbà II va veure aquesta petició com una gran oportunitat. No només va poder restaurar el control cristià sobre Terra Santa, sinó que també va proporcionar un mitjà de pacificació domèstica que va centrar l'agressió de la noblesa europea cap als musulmans en comptes d'altres. A més, l'ajuda de l'Imperi Romà d'Orient va permetre la reunió entre les Esglésies oriental i occidental després de gairebé quatre dècades de cisma, reforçant així l'Església occidental en general i el papat en particular.
El 27 de novembre de 1095, Urbà II va fer un dels discursos més influents de l'edat mitjana al Concili de Clermont, que combinava les idees de fer una peregrinació a Terra Santa amb la de fer una guerra santa contra infidels. El papa va demanar una croada, per reconquerir les terres sagrades dels «infidels». França, segons va dir el papa, ja estava superpoblada i les terres de Canaan desbordaven de llet i mel. El papa Urbà II va demanar als francesos que tornessin les seves espases a favor del servei de Déu, i l'assemblea va respondre «Dieu le veult!» (Déu ho vol!)"